# Ferdinand Rudolph Hassler
Ferdinand Rudolph Hassler (Aarau, 7 de outubro de 1770 – Filadélfia, 20 de novembro de 1843) foi um geodesista suíço e primeiro superintendente da U.S. National Geodetic Survey.

## Vida

### Juventude
Filho de um relojoeiro de Aarau. Estudou inicialmente direito em Berna, antes de voltar-se para a matemática e a física sob a influência de Johann Georg Tralles. Já quando ainda estudante auxiliou Tralles em suas medições nos cantões de Berna, Solothurn, Zurique e Schaffhausen. Em 1798 casou com Marie Anna Gaillard, tendo o casal nove filhos. O filho mais velho, Scipio Hassler, seguiu a carreira de seu pai.

### Contrato para medição da República Helvética
Em 1798 Hassler recebeu do ministro das Finanças da República Helvética um contrato para o levantamento topográfico da Suíça. Criou uma lista de coordenadas de acordo com seu método de medição com 51 pontos de coordenadas entre Yverdon e Schaffhausen. Mas, como a República Helvética foi dissolvida em 1803, não recebeu nenhum pagamento por seu trabalho. Como até mesmo geógrafos franceses começaram o levantamento da Suíça, Hassler decidiu emigrar em 1805 com sua família para os Estados Unidos.

### Professor de matemática
Hassler obteve em 1807 um cargo de professor de matemática na Academia Militar dos Estados Unidos em West Point, onde permaneceu até 1810. Foi depois professor no no 'Union College em Schenectady, Estado de Nova Iorque.

### Medição da costa
Quando em 1807 o presidente Thomas Jefferson fundou o Survey of the Coast, Hassler apresentou propostas sobre como deveriam ser conduzidos os trabalhos. Em 1811 foi confiado a ele a execução dos levantamentos costeiros. Hassler viajou no mesmo ano para Londres, a fim de comprar os instrumentos de topografia adequados. Hassler no entanto não teve sorte, pois logo após sua chegada irrompeu a guerra anglo-americana de 1812 e os britânicos confiscaram seus instrumentos. Somente em 1815 Hassler pode viajar de volta para os Estados Unidos, sendo nomeado em 1816 como primeiro Superintendente da Pesquisa da Costa dos Estados Unidos. Os trabalhos começaram na área do porto de Nova Iorque, Long Island, e prosseguiram lentamente. A pedido do Congresso dos Estados Unidos Hassler foi suspendido em 1818. Até 1832 a Pesquisa da Costa ficou sem superintendente. Por conseguinte, o trabalho não avançou. Neste ano o Congresso o recolocou em seu posto, onde adquiriu grandes méritos até sua morte. Com cinco navios, várias equipes de campo, um total de 90 funcionários, Hassler cartografou de 1832 a 1843 mais de 8000 milhas quadradas. A autoridade teve seu nome mudado em 1878 para Coast and Geodetic Survey, e em 1970 para National Geodetic Survey, incorporada à National Oceanic and Atmospheric Administration.

### Padronização de massas e pesos
O segundo grande trabalho de Hassler começou em 1830, quando a ele foi confiada a padronização de massa e pesos nos Estados Unidos. Cada estado dos Estados Unidos tinha de fato o direito de emitir seus próprios padrões, de modo que vários sistemas de massas e pesos existiram paralelamente. Apesar de extensa pesquisa e publicações Hassler não conseguir introduzir o sistema métrico. Quase sessenta anos após a sua morte foi fundado em 1901 o Bureau of Standards dos Estados Unidos, o atual National Institute of Standards and Technology (NIST).
Sepultado no Cemitério Laurel Hill.

## Obras selecionadas
- Elements of analytic trigonometry, plane and spherical. New York: Bloomfield, 1826.
- Elements of the geometry of planes and solids. Richmond: by the author, 1828.
- A popular exposition of the system of the universe, with plates and tables. New York: Carvill, 1828.
- Principal documents relating to the survey of the coast of the United States; and the construction of uniform standards of weights and measures for the custom houses and states ... New York: Windt, 1834–1836.